# Laureano Gómez
Laureano Eleuterio Gómez Castro, né le 20 février 1889 à Bogota et mort le 13 juillet 1965 dans la même ville, est un ingénieur, journaliste et homme politique colombien. Chef du Parti conservateur colombien pendant de nombreuses années, il est président de la Colombie de 1950 à 1951. Il reste un personnage controversé, en raison de sa sympathie assumée pour le fascisme et la violence de son régime.

## Jeunesse et formation
Né dans une famille aristocratique de Bogota, Gómez étudie l'ingénierie à l'université nationale de Colombie, dont il est diplômé en 1909. Il fonde alors le journal La Unidad, dont il sera rédacteur en chef de 1909 à 1916.

## Carrière politique
Élu pour la première fois au Congrès en 1911, il exerce son mandat jusqu'en 1918. À nouveau élu en 1921, il occupe divers postes les vingt années suivantes. En 1932, Gómez prend le contrôle du Parti conservateur. Sous sa gouvernance, le parti est très discipliné et représente une opposition solide au gouvernement formé du Parti libéral. En 1936, il fonde le quotidien El Nuevo Siglo. Perçu comme un parlementaire brillant et fin stratège politique, sa sympathie publique pour le nazisme et le fascisme (il affirme admirer Adolf Hitler et Francisco Franco et est proche du groupe des Léopards) lui pose un problème. Il est exilé à plusieurs reprises, dont une dernière fois de 1946 à 1948.

### Présidence
Il assume la présidence du pays le 7 août 1950, après une élection à laquelle les libéraux ont refusé de participer. Il dissipe la méfiance des États-Unis (le département d'État l'avait placé sur liste noire pour ses prises de position durant la Seconde Guerre mondiale) en manifestant un anti-communisme virulent, notamment par l'envoi du seul contingent militaire sud-américain en Corée. Sur le plan intérieur, Gómez instaure un régime de caractère dictatorial (répression de l'opposition, persécution de la minorité protestante) et le suffrage universel, jugé par le parti conservateur « contradictoire avec la nature hiérarchique de la société », est suspendu.  
En 1951, à la suite d'une crise cardiaque, il décide de quitter ses fonctions et fait désigner par le Congrès Roberto Urdaneta Arbeláez comme président intérimaire mais garde le contrôle du gouvernement. Devenu très impopulaire en raison de l'intensification de la guerre civile, l’Église et le patronat commencent à prendre leurs distances avec le régime ; le 13 juin 1953, alors qu'il tente de reprendre possession de ses fonctions, l’armée, dirigée par le général Gustavo Rojas Pinilla, dépose le gouvernement et Gómez se sauve en Espagne.

## Exil et retour
Gómez continue de diriger les conservateurs lors de son exil. Il intervient dans l'accord pacte de Benidorm, négocié avec le libéral Alberto Lleras en 1956 en vue de contrer le régime militaire.
Un an après la chute du régime, Laureano Gómez, toujours chef du Parti conservateur, et Alberto Lleras Camargo, représentant les libéraux, signent la déclaration de Sitges, qui définit la politique colombienne des 15 années suivantes. L'entente prévoit une alternance de la présidence entre les conservateurs et les libéraux, un partage égal des ministères et d'autres postes gouvernementaux. La déclaration et la coalition qui en résulte se maintient jusqu'en 1974, durant la période connue sous le nom de Front national.
Gómez rentre en Colombie où il domine le Parti conservateur jusqu'à sa mort, le 13 juillet 1965 à Bogotá.